# Морские титаны
«Морские титаны» (англ. Submarine Titans) — компьютерная игра, стратегия в реальном времени. Игра разработана Ellipse Studios и была выпущена компанией Strategy First 22 июля 2000 года. В России игра была локализована компанией Snowball Studios, и была выпущена вместе с 1С под названием «Морские титаны».

## Предыстория
Действия игры разворачиваются в 2115 году, когда началось открытое противостояние трёх вооружённых сторон: Чёрных Осьминогов, Белых Акул и Силикоидов.
В 2037 году учёные-астрономы объявили, что Земле осталось не более десяти лет — с окраин Солнечной системы на планету надвигалась комета Кларка. Начались массовые волнения и всеобщий хаос. В этот момент выступила правительственная коалиция, назвавшая себя Чёрными Осьминогами. Они призвали всех к спокойствию, объяснив, что за это время можно подготовиться к переселению — построить космический флот и начать освоение океана. Работы пошли полным ходом — создавались базы, подводный флот, и ничто не предвещало нарушения планов. Но тут появился второй участник — военный альянс частных корпораций «Белые Акулы». Военные шпионы Белых Акул выкрали секретные правительственные документы и захватили контроль над орбитальными платформами, с которых планировалось осуществить запуск космического флота. Они считали, что лучше использовать платформы в качестве ядерного щита и нанести упреждающий удар по комете.
Перспектива переходить к полномасштабным военным действиям никого не прельщала. На самом деле перемена стратегического курса Осьминогов объяснялась тем, что ученые нашли возможность добывать из морских вод золото.
Недалеко от Земли инопланетная раса Силикоидов заканчивала информационный рейд и несла к Дому огромный банк чётких, проанализированных и упорядоченных знаний. Однако топливные ресурсы Силикоидов были на исходе, и станция медленно дрейфовала в поисках самого ресурсоемкого вещества во вселенной — кориума. Внезапно радар засёк огромное месторождение ресурса, оказавшееся внутри кометы Кларка, двигавшейся к Земле.
Программа землян «Ядерный Щит» не смогла остановить комету — вместо этого она разлетелась на множество осколков, рухнувших на Землю. Планета пережила целый ряд катаклизмов, сопровождающихся смещением тектонических плит.
Минуло еще не менее полувека, прежде чем земляне и чужаки оправились от удара и частично восстановили свой потенциал. Патрульно-разведывательные корабли Акул и Осьминогов практически одновременно обнаружили месторождения кориума, которые принесла с собой комета. Быстро осознав ценность нового ресурса, они приступили к добыче, воюя друг с другом за каждое новое месторождение. И так продолжалось до тех пор, пока они не выбрались к самому большому подводному кратеру, расположенному недалеко от полярного круга. Там оказалась база Силикоидов, которые совершенно четко идентифицировали местную форму жизни как враждебную.

## Сюжет
Несмотря на наличие предыстории, игра не имеет четкого выстроенного сюжета. Кампания состоит из ряда миссий для каждой из рас, но они слабо связаны между собой и не выстроены в единую историю. Отсутствуют именованные персонажи и личные конфликты, таким образом объектами повествования выступают расы в целом. Показываются различные эпизоды подводной войны: защита позиций, транспортировка важных грузов, захват технологий, предательство, штурм секретного оборонительного сооружения и т. д.

## Геймплей
В игре существуют 3 расы:

На этом скриншоте войска силикоидов нападают на поселение «Белых акул».

- Чёрные Осьминоги — правительственная коалиция.
- Белые Акулы — военный альянс частных корпораций.
- Силикоиды — инопланетная раса.

Человеческие фракции мало отличаются, имеют одинаковое дерево развития и в основном зеркальные постройки и боевые единицы, но отличается их внешний вид, а также некоторые сооружения (например разная емкость и прочность кислородных станций). Раса силикоидов имеет существенные отличия (собственное древо технологий, используемые ресурсы и возможность использовать энергию для ремонта подлодок и зданий). Игрок должен добывать ресурсы, чтобы производить юниты и здания, а также исследовать новые технологии и обменивать ресурсы. Задачей, как и в любой стратегии, является уничтожение базы противника. В некоторых миссиях появляются иные задачи: захват или транспортировка объектов, удержание позиций на время.
Всего существует несколько видов ресурсов, причем у людей (Осьминоги и Акулы) и у инопланетян (Силикоиды) они различаются следующим образом:
Осьминоги и Акулы:
- Металл — используется для постройки и ремонтирования подлодок и зданий, а также для обмена на золото.
- Кориум — используется для постройки подлодок, зданий, производства вооружения, а также для обмена на золото.
- Золото — используется для оплаты исследований новых технологий, открывающих доступ к новым зданиям, подлодкам, а также к их улучшениям. Также этот ресурс можно обменять на металл и кориум.
- Воздух — используется для функционирования и постройки подлодок и зданий.

Силикоиды:
- Кремний — используется для постройки подлодок и зданий, а также для обмена на энергию.
- Кориум — используется для постройки подлодок, зданий, производства вооружения, а также для обмена на энергию.
- Энергия — используется для оплаты исследований новых технологий, открывающих доступ к новым зданиям, подлодкам, а также к их улучшениям. Также энергия используется для ремонта подлодок и зданий. Этот ресурс можно обменять на кремний и кориум.

## Одиночная игра
Игрок может сыграть как в 3 игровые кампании, каждая из которых посвящена одной расе, так и на случайной карте против ИИ или другого игрока.

## Оценки
| Сводный рейтинг | Сводный рейтинг |
| Агрегатор       | Оценка          |
| --------------- | --------------- |
| GameRankings    | 64,62 %         |

Сайт Absolute Games поставил игре 50 %. Обозреватели отметили хороший саундтрек игры. К недостаткам были отнесены слабый сюжет, графику и искусственный интеллект.
Вердикт: «Сделать хорошую вещь из откровенно слабых компонентов ой как тяжело, но наших братьев-славян из Ellipse Studios сей факт мало беспокоит. Пролетев однажды мимо кассы в recycled bin со своим „морским“ Warcraft 2-клоном Ancient Conquest, они не намерены сдаваться: в главном меню ST рядом с кнопками „Campaign“ и „Single Battles“ был замечен пункт „Add-ons“.
Налицо чисто советский оптимизм австралийских разработчиков. Конечно, сейчас им и пЯток StarCraft’а не видать, но, учитывая их молодость, веру в будущее и гордость, временами переходящую в нарциссизм, глядишь, годику этак к 2047-му».